# 王新福
王 新福（おう しんぷく、生没年不詳）は、渤海国の人物。渤海での官位は紫綬大夫。日本での位階は正三位。第6次渤海使の大使。

## 経歴
天平宝字6年（762年）10月に正六位上・伊吉益麻呂に随行して、渤海使の大使として総勢23名で日本に渡る。まず越前国加賀郡に安置され必需品の供給を受けた。閏12月に平城京に入る。
翌天平宝字7年（763年）正月1日に他の文官とともに儀式に従い大極殿で天皇に拝賀している。3日に渤海国の産物を日本の朝廷に貢納。同7日には大使の王新福は正三位、副使の李能本は正四位上、判官の楊懐珍は正五位上、品官着緋の達能信は従五位下の叙位を受け、さらに一行は日本の五位以上の官人らとともに淳仁天皇からの饗応を受けた。同月17日にも五位以上の官人らとともに淳仁天皇からの饗応を受けるが、その際に安史の乱に伴う唐の動乱状況について、以下言上した。
この情報を受けて、淳仁天皇は大宰府に対して、遣唐使を唐から日本に送るために来日していた沈惟岳らを帰国させずに、大宰府に引き続き安置させるように勅令を出している。同年2月に新福らは帰国することとなったが、船が腐って脆くなっていたために送使判官・平群虫麻呂らは渡海が果たせないことを危惧して国に留まることを朝廷に申し出る。これにより史生以上は全員渡海を取りやめ、船を修理の上で左兵衛・板振鎌束を船師（船頭）として新福らを伴って出発させた。10月になって板振鎌束は留学生を伴って日本へ戻っていることから、新福は無事に渤海への帰国を果たしたと見られる。